# Luftskib L 23
Luftskib L 23 var en Q-klasse zeppeliner, som blev bygget af Luftschiffbau Zeppelin i Potsdam til den tyske Kaiserliche Marine og foretog sin første flyvning 8. april 1916.
Det var i 2 perioder stationeret på luftskibsbasen i Tønder, men blev 21. august 1917 skudt i brand over Nordsøen 40 km vest for Stadil Fjord.

## Officerer ombord
Som nybygget luftskib ankom L 23 den 21. april 1916 til basen i Tønder, men overflyttedes allerede 29. april til basen i Nordholz ved Cuxhaven, og tilbageflyttedes 9. november 1916 igen til Tønder.
I at deltog L 23 i 51 rekognosceringstogter og 3 bombetogter mod England med følgende officerer ombord:
- 16. april 1916 tiltrådte kaptajnløjtnant Otto von Schubert som kommandant og Oberleutnant zur See (premierløjtnant) Armin Rothe som 1. officer. De havde tidligere fløjet sammen på luftskib L 7
- 10. august 1916 afløstes kommandanten af kaptajnløjtnant Wilhelm Ganzel (16 ture)
- 20. december 1916 afløstes kommandanten af kaptajnløjtnant Franz Stabbert (2 ture). Han var lige undsluppet 6 måneders internering i Norge efter at være havareret 3. maj 1916 med luftskib L 20. Stabbert omkom 5. april 1917 som kommandant på L 44.
- 30. januar 1917 afløstes de af kaptajnløjtnant Ludwig Bockholt og søløjtnant Maas (35 ture)
- 14. juni 1917 afløstes de af Oberleutnant zur See Bernhard Dinter og søløjtnant Otto Hamann. De omkom på deres 16. tur sammen med hele besætningen ud for Jyllands vestkyst den 21. august 1917, se nedenfor.

## Bombning af Boston 2./3. september 1916
Natten mellem mellem 2. og 3. september 1916 deltog L 23 fra basen i Nordholz med officererne Ganzel og Rothe i 1. verdenskrigs største bombetogt mod England, hvor i alt deltog 12 af marinens og 4 af hærens luftskibe.
L 23 kastede 7 bomber over Boston-området i Lincolnshire, hvor 6 ramte byen og 1 ramte Wyberton 3 km sydvest for, og forårsagede 1 dødsfald.

## Opbringning af den norske skib Royal 23. april 1917
Den 23. april 1917 opbragte L 23 den norske bark Royal på Nordsøen 85 sømil ud for Bovbjerg Fyr. Ved at smide en bombe lige foran sejlskibet blev dens norske besætning tvunget til at gå i redningsbådene. Luftskibet gik derefter forsigtigt ned over den ene redningsbåd, hvor kommandant Bockholt udbad sig skibets papirer og sendte en officer og 5 matroser over på sejlskibet for at undersøge lasten, der bestod krigskontrabande, nemlig ulovlig minetømmer til England.

En hastig udvalgt prisekommando bestående af bådsmandsmat Bernhard Wiesemann, overstyrmandsmat Ernst Fegert og overmaskinmat Friedrich Engelke overtog derfor sejlskibet.
Den norske besætning blev først låst inde på deres kvarter, men da det kneb tyskerne at manøvrere skibets sejl, blev de sat fri og beordret til at sejle barken til Cuxhaven, hvor de ankom efter 43 timer.

Der beslaglagde og solgte priseretten Royal, som derefter kom til at sejle under forskellige tyske rederier både under og efter krigen, indtil skibet i 1924 solgtes til ophugning.

## Nedskudt på Nordsøen 21. august 1917
Den 21. august 1917 observerede L 23 på afstand en nordgående eskadre af 4 mindre krydsere og 15 destroyere, efter samme morgen havde deltaget i en engelsk mineudlægningsoperation ud for Hvide Sande. På højde med Søndervig drejede eskadren op mod vinden og holdt kursen et par sømil, hvorefter eskadrechefen beordrede et Sopwith Pup-fly til at lette fra det bagerste skib den britiske krydser HMS Yarmouth, som var udrustet med en platform og katapult.
Straks da det ensædede jagerfly sendtes i luften forsøgte L 23 at undvige, men det lykkedes piloten Bernard Arthur Smart at nå en højde af 9.000 fod (3 km) og flade ud med 110 miles i timen, for så at gå ned i 7.000 fod og i en vinkel af 45 grader at dykke ned til 6.000 fod og med stor hastighed på nært hold at beskyde zeppelineren med brandkugler fra sit maskingevær. 3.000 fod lavere glattede piloten ud og så at agterenden af zeppelineren var et flammehav, og den faldt skråt nedad så næsen pegede imod himlen i en vinkel på 45 grader. Flammerne spredtes hurtigt op ad L 23, så kun næsen var intakt, da den ramte havet.
Et enkelt besætningsmedlem, formentlig topskytten fra forenden af luftskibet, reddede i første omgang livet ved hjælp af faldskærm, men led druknedøden, da der ikke var nogen til at samle ham op de ca. 40 km ud for Stadil Fjord. Ingen fra L 23 overlevede.
Piloten Bernard Arthur Smart landede forsigtigt på vandet nær 2 britiske destroyere, som fra en båd reddede ham ombord. Smart foretog 11 måneder senere en lignende flyvning fra HMS Yarmouth, da han 19. juli 1918 ledte luftangrebet mod luftskibsbasen i Tønder.

## Fundne omkomne
Liget af sejlmestermatros Johan Schüttrup fandtes 3. september 1917 på Vigsø Strand i Thy og blev begravet på Vigsø kirkegård. Tøjet var mærket Schüttrup 10423.

Han døde for sit tyske fædreland står der på gravstenen.
Et stærkt forrådnede lig, som 15. september 1917 blev fundet i Jens Enevaldsens strandlen i Søndervig og blev begravet på Ny Sogn kirkegård identificeredes med rimelighed som maskinmatros Johannes/Hans Buhr, idet navnet 'H. Buhr' fandtes på en blikplade på ligets remme.

På kirkegården i Harboøre har han fået opsat en gravsten til sin ære.

Mange andre uidentificerede lig drev i land på vestkysten i den tid, som kan have været besætning fra L 23.